# The Girl with All the Gifts (película)
The Girl with All the Gifts (titulada Melanie: Apocalipsis zombi en Hispanoamérica) es una película británica de terror y zombis de 2016 dirigida por Colm McCarthy. El guion fue escrito por M. R. Carey adaptado de su novela homónima. La cinta está protagonizada por Sennia Nanua, Gemma Arterton, Glenn Close y Paddy Considine. La trama muestra un futuro distópico después de una ruptura en la sociedad, donde la mayor parte de la humanidad es aniquilada por una infección micótica y se centra en la lucha de una científica, una profesora y dos soldados que se embarcan en un viaje de supervivencia con una joven especial llamada Melanie.

## Argumento
En un futuro próximo, la humanidad ha sido devastada por una misteriosa enfermedad fúngica. A los afligidos les quitan todo el libre albedrío y se convierten en zombis carnívoros llamados "hambrientos". La única esperanza de la humanidad es un pequeño grupo de niños híbridos que anhelan carne viva pero que conservan la capacidad de pensar y sentir. Los niños van a la escuela en una base militar en los condados ingleses de origen, donde son sometidos a experimentos por la Dra. Caroline Caldwell (Glenn Close). Los niños son tratados como personas, para consternación del sargento Eddie Parks (Paddy Considine), aunque todos están atados firmemente en sillas de ruedas. Helen Justineau (Gemma Arterton) es responsable de educar y estudiar a los niños. Helen trata a los niños de manera justa y se encariña particularmente de una chica excepcional llamada Melanie (Sennia Nanua). Melanie demuestra tener un nivel IQ de genio y las dos forman un enlace especial. Después de que Melanie lee una historia que ha escrito acerca de una niña salvando a una mujer de un monstruo y de las dos permaneciendo juntas para siempre (claramente dibujando un paralelo de sus propios sentimientos por la señorita Justineau), Helen se siente sobrecogida por la emoción y acaricia la cabeza de la niña. El sargento Parks irrumpe y severamente reprende a Helen; se escupe en el brazo y lo sostiene bajo la nariz de uno de los niños, evocando una respuesta violenta y animal del niño que se extiende a los demás, aparte de Melanie, que sola lucha por contenerse debido al afecto de Helen por ella.
La Dra. Caldwell investiga una cura experimentando con los niños. Caldwell da enigmas a Melanie, que su IQ alto le permite resolver fácilmente. Un día Caldwell le pregunta a Melanie por un número entre uno y veinte - Melanie elige el trece, y el niño en la celda trece está ausente al día siguiente. La próxima vez que Caldwell le pregunta a Melanie por un número, se sorprende cuando Melanie elige su propio número de celda (cuatro). Caldwell la lleva con reticencia a su laboratorio, con lo que Melanie ve las partes del cuerpo preservadas pertenecientes al niño de trece años. Mientras está atada a una mesa, Helen se precipita al laboratorio y trata de intervenir para salvarla, ya que se revela que la doctora Caldwell tiene la intención de hacer una autopsia del cuerpo y eliminar el cerebro de Melanie. Helen es fácilmente desarmada, pero la base es invadida por los zombis en ese momento y el laboratorio irrumpido antes de que Caldwell pueda proceder. Helen ayuda a Melanie a escapar, pero afuera los hambrientos están por todas partes.
Melanie ataca e infecta a dos soldados que tratan de contener a Helen. Helen es rescatada por el sargento Parks en una furgoneta blindada. La Dra. Caldwell, el sargento Parks y los soldados Kieran Gallagher y Dillon (Anthony Welsh) permiten que Helen y Melanie entren en el vehículo, y el grupo escapa de la base hacia un bosque, pero la furgoneta queda atascada en un río mientras recogen agua. El grupo es rodeado y atacado por más hambrientos y Parks se ve obligado a ejecutar a Dillon, después de que este es mordido y comienza a sucumbir al hongo.
Debido a que la furgoneta se descompone, el grupo procede a Londres a pie, donde debería haber más comida y puedan comunicarse con Beacon, una base militar más grande. Encuentran Londres llena de hambrientos no estimulados. Mediante el uso de un gel que bloquea su aroma, se mueven en silencio, logran evadir a los hambrientos y esconderse en un hospital abandonado. Cuando intentan salir al día siguiente, se dan cuenta de que el hospital está rodeado. Melanie se ofrece a llevar a los hambrientos lejos - ya que ella sola no será atacada por ellos - y el grupo está de acuerdo. Vaga por la zona, explorando casas y experimentando una maravilla infantil en las cosas domésticas que nunca antes había encontrado. Encuentra un gato y lo devora, luego halla un perro en una casa abandonada y lo utiliza como cebo para llevar a los hambrientos lejos del hospital.
A medida que avanzan a través de Londres se encuentran con una masa de cuerpos que rodean la Torre BT; de estos cuerpos surgen brotes del hongo. Caldwell explica al grupo que las vainas contienen esporas que, si se liberan, podrían acabar con la humanidad, ya que el hongo se transmitiría por el aire. Encuentran un laboratorio militar y un camión cuyo equipo ha desaparecido. El grupo se detiene y Melanie pide buscar comida mientras frena su impulso de alimentarse de ellos. Melanie encuentra un grupo de niños hambrientos salvajes, que han aprendido a oler a seres humanos no afectados a través de las cremas de enmascaramiento de olor. Ella regresa al laboratorio para advertir al grupo que Kieran, que también ha partido en busca de comida, está en peligro. Helen y Parks parten con Melanie pero llegan demasiado tarde y encuentran el cuerpo de Kieran destrozado y los niños hambrientos los rodean. Melanie logra asustar a los hambrientos batallando con su líder a muerte y así logra rescatar a Helen y Parks.
Cuando regresan al laboratorio, son sorprendidos y desmayados por el gas que Caldwell ha lanzado. Ella intenta arrastrar a Melanie al laboratorio pero Melanie despierta, revelando que puede respirar menos que los humanos no infectados. Caldwell explica que se está muriendo de una herida séptica y que necesita encontrar la cura antes de sucumbir, y antes de que las vainas se abran, lo que eventualmente sucederá tan pronto como se expongan al agua o al calor. Ella intenta razonar que puede salvar a Helen para Melanie y hará que su muerte sea menos dolorosa. Melanie pregunta si ahora Caldwell cree que Melanie está realmente viva, en lugar de simplemente imitar las emociones humanas como Caldwell alguna vez creyó. Cuando Caldwell admite que sabe que Melanie está genuinamente viva, Melanie pregunta por qué su tipo debe morir para salvar a los humanos; ella entonces se libera, dejando el laboratorio y dirigiéndose de nuevo al centro de Londres, encendiendo las vainas y haciendo que germinen. La Dra. Caldwell, mientras tanto, ha intentado seguir a Melanie, pero es rodeada por los niños salvajes y asesinada. Cuando Melanie regresa al laboratorio, encuentra de camino al sargento Parks sucumbiendo a las esporas. Ellos hablan y ella entiende la causa de su animosidad: Parks perdió a su esposa que estaba embarazada de 7 meses durante la infección; además, se sugiere que el recién nacido devoró a la madre como fue el caso de Melanie y todos los hambrientos de "segunda generación". Él le pide que no lo deje sucumbir al hongo y Melanie le concede su deseo, disparándole en la cabeza.
Luego, se ve a una Helen despertando en el laboratorio, protegida de la infección allí dentro, pero al mismo tiempo prisionera, y a la segunda generación de niños todos esperando, mantenidos violentamente en el lugar por Melanie, para que ella pueda educarlos. La película se cierra con Melanie pidiendo que Helen les cuente una historia, diciendo que tienen mucho tiempo.

## Reparto
- Gemma Arterton como Helen Justineau.
- Sennia Nanua como Melanie.
- Glenn Close como la doctora Caroline Caldwell.
- Paddy Considine como el sargento Eddie Parks.
- Anamaria Marinca como la doctora Selkirk.
- Dominique Tipper como Devani.
- Fisayo Akinade como el profesor Kieran Gallagher.
- Anthony Welsh como Dillon.

## Producción

### Rodaje
La fotografía principal comenzó el 17 de mayo de 2015 en Midlands del Oeste, en la ciudad céntrica de Birmingham y otros municipios, incluidos Dudley y Sandwell y también las afueras de Birmingham, Shirley, en Solihull, Hanley, en Stoke-on-Trent, y Cannock Chase, en Staffordshire (Inglaterra). Las vistas aéreas de un Londres desierto fueron filmadas con aviones no tripulados en la ciudad ucraniana de Pripyat, que permanece deshabitada desde el desastre de Chernóbil de 1986.

### Recepción
La película recibió un 84% y Certificado de Frescura de acuerdo al sitio web especializado Tomatazos (Rotten Tomatoes, en inglés).